# George Latimer (Politiker, 1953)

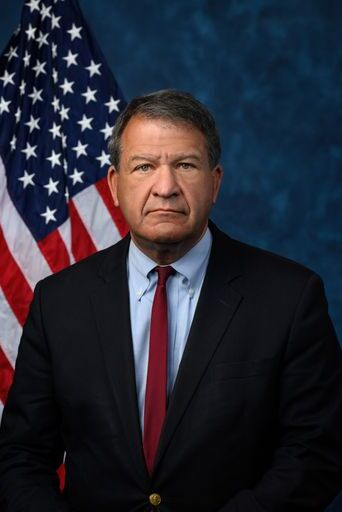
George Latimer (1953)

George S. Latimer (* 22. November 1953 in Mount Vernon, New York) ist ein US-amerikanischer Politiker der Demokraten. Er war von 2005 bis 2013 Abgeordneter der New York State Assembly und von 2013 bis 2018 Mitglied des Senats von New York. Anschließend war er bis 2024 County Executive des Westchester County. Latimer wurde 2024 im 16. Kongresswahlbezirk von New York in das Repräsentantenhaus der Vereinigten Staaten gewählt.

## Leben
George Latimer wurde als Sohn von Stanley Latimer und Loretta Latimer, geborene Miner, in Mount Vernon im Bundesstaat New York geboren und wuchs dort auch auf. Nach dem Schulbesuch in seinem Geburtsort studierte Latimer zunächst an der Fordham University in der Bronx, wo er 1974 sein grundständiges Studium abschloss. 1976 erlangte er an der New York University einen Master in Public Administration.
Er war danach über zwanzig Jahre leitender Angestellter in den Marketing-Abteilungen von Unternehmen wie Nestlé und ITT.
Er ist verheiratet und lebt mit seiner Ehefrau in Rye im Westchester County.

## Politik
George Latimer begann seine politische Karriere 1987 mit der erfolgreichen Kandidatur für einen Sitz im Stadtrat seines Wohnortes Rye. Er wurde dann 1991 im Wahlkreis 7 in das Westchester County Board of Legislators gewählt. Er war der erste Demokrat, der den Rye, Larchmont und Mamaroneck umfassenden Wahlkreis vertrat. Während seiner dreizehnjährigen Mitgliedschaft in dem Gremium war er 1998 bis 2001 der erste demokratische Vorsitzender des Westchester County Board of Legislators. Er wurde 2002 Parteivorsitzender der Demokratischen Partei im Westchester County.
Nachdem er 2002 erfolglos für das Amt des Vizegouverneurs von New York kandidierte hatte machte er mit der Wahl 2004 den Sprung von der Lokalpolitik zum Bundesstaat, als er in die New York State Assembly gewählt wurde. Er vertrat dort den 91. Wahlkreis von 2005 bis 2013. Latimer vertrat anschließend bis 2018 den 37. Wahlbezirk im Senat von New York.
Im Januar 2018 trat er das Amt eines County Executive (entspricht in etwa einem Landrat) des Westchester County an und wurde 2021 wiedergewählt. Er trat im Dezember 2024 von der Position zurück, um am 3. Januar 2025 das Amt im Repräsentantenhaus in Washington, D.C. anzutreten.
Nachdem der Repräsentant des 16. Kongresswahldistrikts Jamaal Bowman zu einem sofortigen Waffenstillstand nach dem Terrorangriff der Hamas auf Israel 2023 aufgerufen hatte, drängten Pro-Israel-Gruppen Latimer in der Wahl zum Repräsentantenhaus 2024 zu kandidieren. Der Vorwahlkampf zwischen dem der Squad zugerechneten Bowman und George Latimer entwickelte sich zum teuersten Wahlkampf für das Repräsentantenhaus und ein Duell zwischen dem moderaten und dem progressiven Parteiflügel der Demokraten. Diverse Gruppen hätten von außen insgesamt 24,8 Millionen Dollar in dem Vorwahlkampf ausgegeben. United Democracy Project, ein Political Action Committee der American Israel Public Affairs Committee, gab 15 Millionen Dollar gegen Bowman aus, eine weitere Millionen kam von Democratic Majority for Israel und eine Pro-Kryptowährungs-Gruppe unterstützte Latimer mit 2 Millionen Dollar. Insgesamt war das Verhältnis an Wahlgeldern 7 zu 1 zugunsten von Latimer. Latimer konnte die Vorwahl im Juni mit 58,6 % zu Bowmans 41,4 % für sich entscheiden. In der Hauptwahl gegen die Republikanerin Miriam Flisser erhielt er 71,6 % der Stimmen im 16. Kongresswahlbezirk. Er trat sein Amt im 119. Kongress am 3. Januar 2025 an. Die Legislaturperiode dauert noch bis zum 3. Januar 2027.